# یواس‌سی‌جی‌سی اکتیو (دبلیوپی‌سی-۱۲۵)
یواس‌سی‌جی‌سی اکتیو (دبلیوپی‌سی-۱۲۵) (به انگلیسی: USCGC Active (WPC-125)) یک کشتی بود که طول آن ۱۲۵ فوت (۳۸ متر) بود. این کشتی در سال ۱۹۲۷ ساخته شد.